# E11 (U-Boot)
Die HMS E11 war ein Unterseeboot der E-Klasse der britischen Royal Navy, das sich im Jahr 1915 während des Dardanellen-Feldzuges besonders auszeichnete und bei drei Fahrten in das Marmarameer über 80 Schiffe aller Größen versenkte.

## Technische Daten
E11 war 55 m lang und 4,6 m breit, wurde von zwei Vickers-Achtzylinder-Zweitakt-Dieselmotoren mit 800 PS (600 kW) oder zwei Elektromotoren mit 420 PS (310 kW) angetrieben. Das U-Boot hatte eine maximale Überwassergeschwindigkeit von 16 Knoten (30 km/h) und eine maximale Unterwassergeschwindigkeit von 10 Knoten (19 km/h). Es konnte 51 Tonnen Dieselkraftstoff fassen und hatte damit eine Reichweite von 2.829 Seemeilen bei Fahrten mit 10 Knoten.  E11 konnte im Regelfall fünf Stunden lang unter Wasser fahren bei einer Geschwindigkeit von 5 Knoten (9,3 km/h).
E11 hatte zunächst kein Deckgeschütz, aber nach seiner ersten Dardanellen-Fahrt wurde sie in Malta mit einem 76-mm-QF-Deckgeschütz ausgerüstet.  E11 hatte fünf 18-Zoll-Torpedorohre (450 mm), zwei im Bug, eines auf jeder Seite mittschiffs und eines im Heck; Insgesamt konnten 10 Torpedos mitgeführt werden.
Das U-Boot hatte 31 Mann Besatzung, davon 3 Offiziere.

## Erste Fahrten
Im Oktober 1914 wurde E11 unter dem Kommando von Lieutenant-Commander Martin Nasmith zusammen mit zwei anderen U-Booten in die Ostsee entsandt, aber zweimal von deutschen Patrouillen abgefangen und gezwungen, nach Harwich zurückzukehren.
Während des Scarborough-Raid im Dezember 1914 versuchte E11, deutsche Schlachtkreuzer abzufangen, scheiterte jedoch an fehlerhaften Torpedos.
E11 nahm (mit 10 weiteren U-Booten) am Weihnachtsangriff auf Cuxhaven teil, bei dem am 25. Dezember 1914 ein Angriff von sieben Wasserflugzeugen auf den Luftschiffhafen Nordholz und weitere militärische Ziele bei Cuxhaven versucht wurde. Wenigstens drei der eingesetzten Flugzeuge konnten wegen Treibstoffmangels nicht mehr zurückkehren und wasserten an einem angeblich zuvor festgelegten Treffpunkt, wo die Piloten und Beobachter von U-Booten, darunter E11, aufgenommen wurden.

## Fahrten im Mittelmeerraum

### Erste Fahrt
Unter dem Kommando  von Martin Nasmith erreichte E11 im Mai 1915 die Dardanellen und passierte sie am 19. Mai 1915 zwischen 1:10 Uhr in der Nacht und 21.45 Uhr am nächsten Abend, indem es unter den Minensperren in einer Tiefe von 90 Fuß hindurch tauchte.  Nach 6:00 Uhr morgens wurde das Periskop von E11 von türkischen Zerstörern entdeckt und beschossen.  E11 blieb aber unbeschädigt.

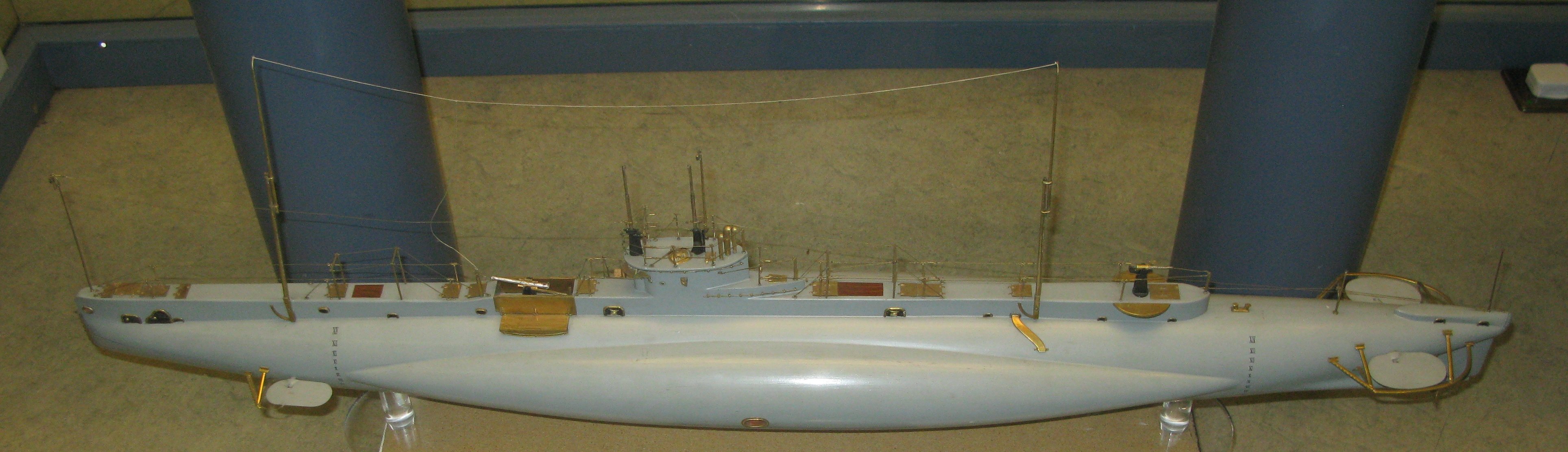
Modell eines E-Klasse U-Bootes

E11 hatte vor seiner Fahrt von E14, das am 17. Mai 1915 durch die Dardanellen zurückgekehrt war, detaillierte Informationen über die Minenfelder erhalten.
Am 21. Mai 1915 erbeutete E11 vor der Stadt Gallipoli ein türkisches Segelschiff und band es als Tarnung an den Kommandoturm. Dieser Trick bewährte sich nicht und wurde nach einigen Tagen aufgegeben. Im Marmarameer torpedierte E11 am 23. Mai das türkische Kanonenboot Peleng-I Derya, welches sank, aber zuvor E11 noch unter Feuer nehmen konnte und dabei das vordere Periskop so schwer beschädigte, dass es nicht mehr zu benutzen war. Am folgenden Tag traf E11 in der Nähe des Hafens von Rodosto (heute Tekirdağ) auf den mit Munition beladenen türkischen Transporter Naga. E11 versenkte das Schiff durch Sprengung, nachdem es von der Besatzung und den Passagieren verlassen worden war. Später versenkte es den Transporter Hunkar Iskelesi durch einen Torpedotreffer und zwang einen weiteren auf Grund, bevor es durch türkische Truppen von der Küste vertrieben wurde. Am gleichen Tage gelang es E11, Funkverbindung mit dem britischen Kriegsschiff HMS Jed herzustellen, das als schwimmende Relaisstation im Golf von Saros stationiert war. Diese Funkverbindung konnte von da an während der gesamten Fahrt aufrechterhalten werden.
Am 25. Mai 1915 erreichte E11 Konstantinopel (heute Istanbul). Kommandant Nasmith suchte nach den deutschen Kriegsschiffen Goeben und Breslau, aber als er um 12:40 Uhr auftauchte, sichtete er nur die älteren Transporter Kismet und Stamboul, die nahe dem Tophane-Arsenal lagen. Der erste Torpedo lief wegen eines Steuerungsdefektes im Kreis und traf fast E11, der zweite Torpedo traf jedoch die Stamboul. Unter feindlichem Feuer tauchte E11 wieder ab und konnte entkommen. Gefangen in der starken Bosporus-Strömung, war E11 aber 20 Minuten lang außer Kontrolle, bis es von der Besatzung in der Nähe des Leanderturms vorübergehend auf Grund gesetzt werden konnte. Der Transporter Stamboul sank nicht, sondern lief bei Üsküdar auf Grund.
Der Angriff von E11 auf Konstantinopel war der erste durch ein feindliches Schiff seit über 100 Jahren und hinterließ einen starken Eindruck beim türkischen Militär, verursachte eine Panik in der Stadt und zwang SMS Goeben, zu einem sichereren Liegeplatz zu wechseln.
Am 28. Mai versenkte E11 um 7:30 Uhr den Transporter Bandirma durch einen Torpedotreffer. Um die Mittagszeit feuerte E11 einen weiteren Torpedo auf ein Dampfschiff. Der Torpedo traf, explodierte aber nicht. Erstaunlicherweise soll E11 den Torpedo später wieder eingefangen haben und an Bord nehmen können.
Am 31. Mai 1915 gelang es E11, das deutsche Dampfschiff Madeleine Rickmers, das als Truppentransporter eingesetzt war, bei Bandırma erfolgreich zu torpedieren. Am 2. Juni 1915 wurde morgens der kleine Dampfer Tecielli durch E11 torpediert;  nach dem Treffer versank er innerhalb von drei Minuten. Am Nachmittag gelang es wieder, nach dem Versagen eines Torpedos diesen einzufangen und an Bord zu nehmen.
Am 5. Juni 1915 traten Probleme mit einem der Dieselmotoren auf: Eine Welle war gebrochen. Zudem mangelte es bereits an Torpedos. Über Funk wurde die Erlaubnis zur Rückfahrt eingeholt. Am 7. Juni 1915 um 3:40 Uhr tauchte E11, um die Durchfahrt durch die Dardanellen zu beginnen.  Um 6:30 Uhr passierte es Gallipoli. Mittags wurde der ankernde Truppentransporter Ceyhan ausgemacht, den E11 mit seinem letzten Torpedo versenkte. Später verhakte sich E11 in der Nähe von Kilitbahir und Çanakkale mit einer Mine und musste diese aus der Meerenge schleppen, bevor die Besatzung das U-Boot frei machen konnte.
Auf dieser ersten Fahrt von E11 ins Marmarameer wurden elf Schiffe versenkt oder schwer beschädigt.
Für die erfolgreiche Fahrt wurde dem Kommandanten Martin Nasmith das Victoria-Kreuz verliehen. Er war damit der dritte U-Boot-Kommandant, der diese Auszeichnung während des Dardanellen-Feldzugs erhielt. Der Erste Offizier von E11, Leutnant Guy D'Oyly-Hughes, wurde mit dem Distinguished Service Cross ausgezeichnet.

### Zweite Fahrt
Auf seiner zweiten Fahrt ins Marmarameer torpedierte E11 am 6. August 1915 erfolgreich den türkischen Torpedokreuzer Peyk-i Şevket und beschädigte diesen so schwer, dass er während des Krieges nicht mehr zum Einsatz kam. Zwei Tage später, am 8. August 1915, während eine neue britische Landung in Suvla im Gange war, torpedierte E11 das veraltete türkische Vor-Dreadnought-Schlachtschiff Barbaros Hayreddin vor Bolayır am nördlichen Eingang zu den Dardanellen. Das Schiff sank bei Verlust von 21 Offizieren und 237 Mann.
Bei einem erneuten Besuch in Konstantinopel versenkte E11 einen Schwarzmeer-Collier, als dieser sich auf das Entladen vorbereitete.  Als E11 in der Nacht vom 20. auf den 21. August 1915 in den Golf von İzmit eindrang, schwamm der Erste Offizier, Leutnant Guy D'Oyly-Hughes, an Land und zerstörte einen Abschnitt der Eisenbahnlinie Konstantinopel-Bagdad durch Sprengungen. Eine Leistung, für die er mit dem Distinguished Service Order ausgezeichnet wurde. Navigationsoffizier Lieutenant Robert Brown wurde mit dem Distinguished Service Cross ausgezeichnet.

### Resümee
E11 unternahm insgesamt drei Fahrten durch die verminten Dardanellen ins Marmarameer und versenkte insgesamt 27 dampfgetriebene Schiffe und 58 kleinere Schiffe.
Nasmith blieb Kommandant bis zum 1. April 1916. E11 überstand den Krieg und wurde erst ab März 1921 auf Malta verschrottet.